# Schildpadtorren
De schildpadtorren (Cassida) vormen een geslacht van kevers uit de familie bladkevers (Chrysomelidae).
De wetenschappelijke naam van het geslacht werd in 1758 gepubliceerd door Carl Linnaeus.

## Soorten
- Cassida acutangula Borowiec, 1999
- Cassida algirica Lucas, 1849
- Cassida alpina Bremi Wolf, 1855
- Cassida alticola Chen, 1984
- Cassida amaranthica Medvedev & Eroshkina, 1988
- Cassida ambrica Borowiec, 1999
- Cassida andapaensis Borowiec, 1988
- Cassida antoni Borowiec & Swietojanska, 1997
- Cassida appluda Spaeth, 1926
- Cassida atrata Fabricius, 1787
- Cassida atrofemorata Borowiec & Sassi, 2002
- Cassida atrorubra Borowiec, 1999
- Cassida aurora Weise, 1907
- Cassida azurea Fabricius, 1801
- Cassida beniowskii Borowiec, 1988
- Cassida bergeali Bordy, 1995
- Cassida berolinensis Suffrian, 1844
- Cassida bezdeki Borowiec, 2002
- Cassida brevis Weise, 1884
- Cassida brooksi Borowiec, 1991
- Cassida butterwecki Borowiec, 2007
- Cassida canaliculata Laicharting, 1781
- Cassida capensis Borowiec, 2005
- Cassida chiangmaiensis Borowiec, 2001
- Cassida chrysanthemoides Borowiec & Swietojanska, 2001
- Cassida coelebs Borowiec, 1999
- Cassida corallina Boheman, 1862
- Cassida crucipennis Borowiec, 2003
- Cassida deflorata Suffrian, 1844
- Cassida dehradunensis Borowiec & Takizawa, 1991
- Cassida dembickyi Borowiec, 2001
- Cassida denticollis Suffrian, 1844
- Cassida devalaensis Borowiec & Takizawa, 1991
- Cassida diversepunctata Borowiec & Swietojanska, 2001
- Cassida dolens Borowiec, 1999
- Cassida drakensbergensis Borowiec, 2005
- Cassida elongata Weise, 1893
- Cassida eximia Borowiec & Ghate, 2004
- Cassida expansa Gressitt, 1952
- Cassida fausti Spaeth & Reitter, 1926
- Cassida ferruginea Goeze, 1777
- Cassida flaveola Thunberg, 1794
- Cassida foveolatipennis Borowiec & Swietojanska, 2001
- Cassida fukhanica Medvedev & Eroshkina, 1988
- Cassida fuscomacula Borowiec, 1988
- Cassida hainanensis (Yu, 2002)
- Cassida hemisphaerica Herbst, 1799
- Cassida hexastigma Suffrian, 1844
- Cassida hovacassiformis Borowiec, 1999
- Cassida humeralis Kraatz, 1874
- Cassida hyalina Weise, 1891
- Cassida imparata Gressitt & Kimoto, 1963[3][4]
- Cassida inopinata Sassi & Borowiec, 2006
- Cassida inquinata Brullé, 1832
- Cassida iranella Lopatin, 1984
- Cassida johnsoni Borowiec, 1988
- Cassida kinabaluensis Borowiec, 1999
- Cassida labiatophaga Medvedev & Eroshkina, 1988
- Cassida laotica Borowiec, 2002
- Cassida lawrencei Borowiec, 1990
- Cassida leucanthemi Bordy, 1995
- Cassida limpopoana Borowiec & Swietojanska, 2001
- Cassida lineola Creutzer, 1799
- Cassida linnavuorii Borowiec, 1986
- Cassida lusitanica Sassi, 1993
- Cassida lycii Borowiec & Swietojanska, 2001
- Cassida madagascarica Borowiec, 1999
- Cassida major Kraatz, 1874
- Cassida margaritacea Schaller, 1783
- Cassida montana Borowiec, 1999
- Cassida monticola Borowiec, 1988
- Cassida morondaviana Borowiec, 2007
- Cassida mroczkowskii Borowiec & Swietojanska, 1997
- Cassida murraea Linnaeus, 1767 – Alantschildpadtor
- Cassida mysorensis Borowiec & Swietojanska, 1996
- Cassida namibiensis Borowiec, 2005
- Cassida nebulosa Linnaeus, 1758 – Gevlekte schildpadtor
- Cassida nepalica Medvedev, 1997
- Cassida nigrodentata Medvedev & Eroshkina, 1988
- Cassida nigroflavens Borowiec, 1988
- Cassida nigrohumeralis Borowiec & Ghate, 2004
- Cassida nilgiriensis Borowiec & Takizawa, 1991
- Cassida nobilis Linnaeus, 1758 – Gestreepte schildpadtor
- Cassida olympica Sekerka, 2005
- Cassida ovalis Spaeth, 1914
- Cassida paiensis Borowiec, 2001
- Cassida palaestina Reiche, 1858
- Cassida pannonica Suffrian, 1844
- Cassida panzeri Weise, 1907
- Cassida parvula Boheman, 1854
- Cassida pauliani Borowiec, 1999
- Cassida pellegrini Marseul, 1868
- Cassida pfefferi Sekerka, 2006
- Cassida praensis Borowiec, 2001
- Cassida prasina Illiger, 1798
- Cassida pretiosa Borowiec, 1988
- Cassida pseudomurraea Gruev, 1978
- Cassida pseudosyrtica Medvedev & Eroshkina, 1988
- Cassida pubipennis Borowiec, 1999
- Cassida pusilla Waltl, 1839
- Cassida pyrenaea Weise, 1893
- Cassida quadricolorata Borowiec, 1999
- Cassida queenslandica Borowiec, 2006
- Cassida quinqueasteriza Medvedev & Eroshkina, 1988
- Cassida reticulipennis Borowiec & Swietojanska, 2001
- Cassida rubiginosa O.F. Müller, 1776 – Groene schildpadkever
- Cassida rubripennis Borowiec, 2002
- Cassida rufovirens Suffrian, 1844
- Cassida sabahensis Swietojanska & Borowiec, 2002
- Cassida sanguinolenta O.F. Müller, 1776
- Cassida sanguinosa Suffrian, 1844
- Cassida sareptana Kraatz, 1873
- Cassida sauteri (Spaeth, 1913)
- Cassida schawalleri Medvedev, 1990
- Cassida scymnoides Borowiec, 1999
- Cassida seladonia Gyllenhaal, 1827
- Cassida seniculoides Borowiec, 1999
- Cassida seraphina Ménétries, 1836
- Cassida silvicola Borowiec, 1988
- Cassida spatiosiformis Borowiec & Swietojanska, 2001
- Cassida stigmatica Suffrian, 1844
- Cassida strejceki Sekerka, 2006
- Cassida strigaticollis Borowiec, 1988
- Cassida subacuticollis Borowiec, 1999
- Cassida subreticulata Suffrian, 1844
- Cassida thailandica Borowiec, 2001
- Cassida tianshanica Borowiec & Swietojanska, 2001
- Cassida timorensis Borowiec, 1995
- Cassida transcaspica (Spaeth, 1926)
- Cassida transcaucasia Borowiec & Swietojanska, 2001
- Cassida tuberculata Medvedev & Eroshkina, 1988
- Cassida tumidicollis (Chen & Zia, 1961)
- Cassida turcmenica Weise, 1892
- Cassida umbonata Borowiec, 1999
- Cassida undecimnotata Gebler, 1841
- Cassida unica Swietojanska & Borowiec, 2002
- Cassida variabilis (Chen & Zia, 1961)
- Cassida varicornis (Spaeth, 1912)
- Cassida veselyi Günther, 1958
- Cassida vibex Linnaeus, 1767 – Distelschildkever
- Cassida vietnamica Medvedev & Eroshkina, 1988
- Cassida viridis Linnaeus, 1758 – Muntschildpadtor
- Cassida vittata Villers, 1789
- Cassida yoshimotoi Kimoto, 1997